# Plavški Rovt
Plavški Rovt este o localitate din comuna Jesenice, Slovenia, cu o populație de 86 de locuitori.